# Lillo - Potpolder
De Potpolder is een relatief onbekend natuurgebied ten zuidoosten van Lillo, in de gemeente Antwerpen.
Ooit ontstaan door een dijkdoorbraak tijdens de Nederlandse bezetting van Lillo en nadien nog sterk gewijzigd door de uitbreiding van de haven van Antwerpen, herbergt dit gebied toch een bijzondere natuurwaarde. Van 2010 tot einde 2012 werd de Potpolder in het kader van het Sigmaplan heringericht.
Half augustus 2010 werd gestart met het afgraven van de zandstock in de potpolder van Lillo tot op ongeveer 4m TAW. Met dat zand bouwde men een ringdijk op Sigmahoogte rond het gebied.
In september 2012 werden bressen gemaakt in de vroegere Scheldedijk, zodat het Scheldewater onder invloed van het getij het gebied in- en uit kan stromen. Dankzij de verbinding met de Schelde, kan zich een slikken- en schorrengebied ontwikkelen.
Sinds het beëindigen van deze werken volgt de schorrenwerkgroep Galgeschoor - Groot Buitenschoor van Natuurpunt Antwerpen Noord, de regionale afdeling van Natuurpunt, de evoluties in dit gebied op de voet op.